# تئو آلبرشت جونیور.
تئو آلبرشت جونیور. (انگلیسی: Theo Albrecht Jr.؛ زادهٔ ۱۹۵۰ (۷۴–۷۵ سال)) سرمایه‌دار و کارآفرین اهل آلمان است، که مالک شرکت‌های تریدر جوز و آلدی می‌باشد.